# ایزولده فرولیان
ایزولده فرولیان (انگلیسی: Isolde Frölian; ۸ آوریل ۱۹۰۸ – ۶ نوامبر ۱۹۵۷) ژیمناست هنری اهل آلمان بود.